# Ruta 756 (Costa Rica)
La Ruta 756, oficialmente Ruta Nacional Terciaria 756, es una ruta nacional de Costa Rica ubicada en las provincias de Alajuela y Puntarenas.

## Descripción
En la provincia de Alajuela, la ruta atraviesa el cantón de San Ramón (el distrito de Santiago).
En la provincia de Puntarenas, la ruta atraviesa el cantón de Esparza (el distrito de San Rafael).